# British and Irish Cup 2015-16
La British and Irish Cup 2015-16 fue la séptima edición del torneo de rugby para equipos de Gales, Inglaterra e Irlanda.

## Sistema de disputa
Cada equipo disputó seis partidos frente a sus rivales de grupo, tres en condición de local y tres de visita, posteriormente los cinco equipos ganadores de grupo más los tres mejores segundos clasificaron a los cuartos de final.

## Desarrollo
|  | Cuartos de final. |

### Grupo 1
| Pos. | Equipo              | Encuentros | Encuentros | Encuentros | Encuentros | Tantos | Tantos | Tantos | PB | PB | Puntos |
| Pos. | Equipo              | PJ         | PG         | PE         | PP         | F      | C      | Dif    | BO | BD | Puntos |
| ---- | ------------------- | ---------- | ---------- | ---------- | ---------- | ------ | ------ | ------ | -- | -- | ------ |
| 1.º  | Leinster A          | 6          | 6          | 0          | 0          | 240    | 92     | 148    | 5  | 0  | 29     |
| 2.º  | Moseley RFC         | 6          | 4          | 0          | 2          | 155    | 191    | –36    | 4  | 0  | 20     |
| 3.º  | Rotherham Titans    | 6          | 2          | 0          | 4          | 155    | 120    | 35     | 3  | 2  | 13     |
| 4.º  | Ealing Trailfinders | 6          | 0          | 0          | 6          | 100    | 247    | –147   | 1  | 1  | 2      |

### Grupo 2
| Pos. | Equipo                      | Encuentros | Encuentros | Encuentros | Encuentros | Tantos | Tantos | Tantos | PB | PB | Puntos |
| Pos. | Equipo                      | PJ         | PG         | PE         | PP         | F      | C      | Dif    | BO | BD | Puntos |
| ---- | --------------------------- | ---------- | ---------- | ---------- | ---------- | ------ | ------ | ------ | -- | -- | ------ |
| 1.º  | Bedford Blues               | 6          | 5          | 0          | 1          | 166    | 144    | 22     | 4  | 0  | 24     |
| 2.º  | Bristol Bears               | 6          | 4          | 0          | 2          | 200    | 112    | 88     | 3  | 0  | 19     |
| 3.º  | Ulster Ravens               | 6          | 2          | 0          | 4          | 112    | 143    | –31    | 1  | 1  | 10     |
| 4.º  | Scarlets Premiership Select | 6          | 1          | 0          | 5          | 114    | 193    | –79    | 1  | 1  | 6      |

### Grupo 3
| Pos. | Equipo                     | Encuentros | Encuentros | Encuentros | Encuentros | Tantos | Tantos | Tantos | PB | PB | Puntos |
| Pos. | Equipo                     | PJ         | PG         | PE         | PP         | F      | C      | Dif    | BO | BD | Puntos |
| ---- | -------------------------- | ---------- | ---------- | ---------- | ---------- | ------ | ------ | ------ | -- | -- | ------ |
| 1.º  | Yorkshire Carnegie         | 6          | 5          | 0          | 1          | 202    | 98     | 104    | 5  | 1  | 26     |
| 2.º  | London Scottish            | 6          | 4          | 0          | 2          | 151    | 144    | 7      | 2  | 1  | 19     |
| 3.º  | Munster A                  | 6          | 3          | 0          | 3          | 153    | 134    | 19     | 3  | 1  | 16     |
| 4.º  | Ospreys Premiership Select | 6          | 0          | 0          | 6          | 81     | 211    | –130   | 1  | 1  | 2      |

### Grupo 4
| Pos. | Equipo                           | Encuentros | Encuentros | Encuentros | Encuentros | Tantos | Tantos | Tantos | PB | PB | Puntos |
| Pos. | Equipo                           | PJ         | PG         | PE         | PP         | F      | C      | Dif    | BO | BD | Puntos |
| ---- | -------------------------------- | ---------- | ---------- | ---------- | ---------- | ------ | ------ | ------ | -- | -- | ------ |
| 1.º  | Cornish Pirates                  | 6          | 5          | 0          | 1          | 157    | 92     | 65     | 2  | 1  | 23     |
| 2.º  | London Welsh                     | 6          | 4          | 0          | 2          | 169    | 139    | 30     | 3  | 1  | 20     |
| 3.º  | Cardiff Blues Premiership Select | 6          | 1          | 1          | 4          | 117    | 141    | –24    | 1  | 2  | 9      |
| 4.º  | Nottingham RFC                   | 6          | 1          | 1          | 4          | 82     | 153    | –71    | 0  | 0  | 6      |

### Grupo 5
| Pos. | Equipo                                   | Encuentros | Encuentros | Encuentros | Encuentros | Tantos | Tantos | Tantos | PB | PB | Puntos |
| Pos. | Equipo                                   | PJ         | PG         | PE         | PP         | F      | C      | Dif    | BO | BD | Puntos |
| ---- | ---------------------------------------- | ---------- | ---------- | ---------- | ---------- | ------ | ------ | ------ | -- | -- | ------ |
| 1.º  | Doncaster Knights                        | 6          | 4          | 1          | 1          | 173    | 84     | 89     | 3  | 1  | 22     |
| 2.º  | Jersey Reds                              | 6          | 4          | 1          | 1          | 189    | 105    | 84     | 3  | 0  | 21     |
| 3.º  | Newport Gwent Dragons Premiership Select | 6          | 3          | 0          | 3          | 119    | 134    | –15    | 1  | 1  | 14     |
| 4.º  | Connacht Eagles                          | 6          | 0          | 0          | 6          | 40     | 198    | –158   | 0  | 1  | 1      |

### Cuartos de final
| 11 de marzo de 2016 | Bedford Blues | 15 - 19 | Jersey Reds |  |  |

| 12 de marzo de 2016 | Leinster A | 39 - 45 | London Welsh |  |  |

| 13 de marzo de 2016 | Cornish Pirates | 38 - 19 | Doncaster Knights |  |  |

| 13 de marzo de 2016 | Yorkshire Carnegie | 50 - 3 | Moseley RFC |  |  |

### Semifinales
| 19 de marzo de 2016 | London Welsh | 36 - 15 | Cornish Pirates |  |  |

| 20 de marzo de 2016 | Yorkshire Carnegie | 33 - 32 | Jersey Reds |  |  |

### Final
| 10 de abril de 2016 | Yorkshire Carnegie | 10 - 33 | London Welsh |  |  |

| Bandera de Inglaterra |
| Campeón London Welsh  |
| Primer título         |